# Rafał Kowalski (żużlowiec)
Rafał Kowalski (ur. 31 marca 1976 w Pile) – polski żużlowiec.

## Życiorys
Licencję żużlową zdobył w 1994 roku. Sport żużlowy uprawiał do 2007 roku, reprezentując kluby Polonia Piła (1994–1998, 2003–2004), ZKŻ Zielona Góra (1999), Śląsk Świętochłowice (2000), Start Gniezno (2001, 2005), Iskra Ostrów Wielkopolski (2002), Wybrzeże Gdańsk (2006) oraz Kolejarz Rawicz (2007). Trzykrotnie zdobył medale drużynowych mistrzostw Polski: srebrny (1998) oraz dwa brązowe (1996, 1997).
Finalista indywidualnych mistrzostw świata juniorów (Mšeno 1997 – VI miejsce). Trzykrotny medalista młodzieżowych mistrzostw Polski par klubowych: złoty (Piła 1995) oraz dwukrotnie srebrny (Leszno 1996, Rzeszów 1997). Dwukrotny młodzieżowy drużynowy wicemistrz Polski (Gorzów Wielkopolski 1995, Grudziądz 1997). Finalista młodzieżowych indywidualnych mistrzostw Polski (Rzeszów 1996 – jako rezerwowy).